# Бернашовка (селище)
Бернашо́вка — селище с многими культурными слоями, археологические объекты возле села Бернашовка Могилёв-Подольского района Винницкой области Украины.

## Расположение
Селище Бернашовка расположено возле одноимённого села в Могилев-Подольском районе Винницкой области Украины. Оно находится в урочище Верхняя Долина на левом берегу реки Днестр.

## Датировка слоёв
В 1977—1978, 1987, 1989—1995 годах на селище были исследованы объекты трипольской культуры (IV—III тыс. до н. э.), поенешти-лукашевской культуры (III—IV век н. э.) и пражской культуры (V—VII век н. э.).

## Особенность селища
Уникальным является открытие И. Винокуром жилья-мастерской славянского ювелира рубежа V—VI веков. Было найдено 64 каменные литейные ювелирные формы и керамический тигель. Металл плавили непосредственно в печи-каменке жилья. В формах отливали пятипальчатые фибулы, нашивки и подвески, медальоны и пряжки, кольца, пластины и другие аналогичные предметы. Находки Бернашовской мастерской свидетельствуют о высоком профессиональном мастерстве славянских ювелиров.
Каменные формочки для отливки мелких ювелирных изделий (украшений) из легкоплавких сплавов, подобные бернашевским, найдены на многих памятниках пеньковской и пражской культур Побужья, Поднестровья, Румынии и Польши. В формочках Бернашевки из оловянно-свинцового сплава отливались подвески разных типов, ворворки, нашивные бляшки.